# Vanessa van Kooperen
Vanessa van Kooperen, vor und nach ihrer Ehe Vanessa Schmoranzer, (* 27. Juli 1972 in Bergisch Gladbach) ist eine ehemalige deutsche Hockeyspielerin und Olympiateilnehmerin 1996.
Vanessa Schmoranzer spielte von 1989 bis 1997 in 64 Länderspielen in der deutschen Hockeynationalmannschaft. Sie war 1992 Junioren-Europameisterin und 1993 Dritte der Junioren-Weltmeisterschaften. 1994 belegte sie mit der deutschen Nationalmannschaft den vierten Platz bei der Weltmeisterschaft in Dublin. 1995 war sie Dritte der Europameisterschaft in Amstelveen. 1996 nahm Vanessa van Kooperen an den Olympischen Spielen in Atlanta teil und belegte mit der deutschen Mannschaft den sechsten Platz.
Vanessa Schmoranzer spielte zunächst für den RTHC Bayer Leverkusen, mit dem sie 1990 den deutschen Meistertitel gewann. Später spielte sie für den Larensche Mixed Hockey Club in den Niederlanden und den Klipper THC in Hamburg.
Nach ihrer sportlichen Karriere wurde sie Unternehmensberaterin.